# Munīra al-Qubaisī
Munīra al-Qubaisī (arabisch منيرة القبيسي, geboren 1933 in Damaskus; gestorben am 26. Dezember 2022 ebenda) war eine syrische Islam-Predigerin. Sie stand als geistliche Führerin an der Spitze der von ihr gegründeten Qubaisīyāt, einer Bildungsbewegung, der nur weibliche Mitglieder angehören. Das Royal Islamic Strategic Studies Centre (MABDA) in Jordanien setzte 2013 Munīra al-Qubaisī auf Platz 17 seines Rankings der 500 einflussreichsten Muslime, mit der Begründung, dass ihre Bewegung die größte nur aus Frauen bestehende islamische Bewegung der Welt sei. Nach Angabe von MABDA leitete al-Qubaisī zu dieser Zeit allein in Damaskus etwa 80 Schulen, an denen 75.000 Schülerinnen eingeschrieben waren. 2014 war fast das gesamte Privatschulwesen Syriens in der Hand der Qubaisīyāt. Hinsichtlich ihrer Rolle als Gründerin eines Netzwerkes von Privatschulen sieht Mohammad Habash Ähnlichkeiten zwischen Munīra al-Qubaisī und Fethullah Gülen.
Munīra al-Qubaisīs Bewegung hat sich auch nach Jordanien, Kuweit, Libanon und in die westlichen Länder ausgebreitet. Sie selbst hat aber völlig zurückgezogen in ihrem Haus in Damaskus gelebt, weswegen es von ihr auch keine Fotos gibt.

## Leben

### Bildungsweg
Munīra al-Qubaisī wurde 1933 in eine palästinensische Familie hineingeboren und hatte neun Geschwister. Ihr Vater betätigte sich als Händler zwischen Palästina und der Hauran, bis er sich Anfang des 20. Jahrhunderts in Damaskus niederließ. Munīra wuchs im modernen Muhādschirīn-Viertel auf. Der Vater schickte sie auf eine staatliche Schule. Während ihre Brüder kaufmännische Berufe wählten, war sie die einzige von ihren Schwestern, die ihre Sekundarschul- und Hochschulausbildung abschließen konnte.
Nachdem Munīra al-Qubaisī an der Universität Damaskus einen Bachelor-Abschluss in Naturwissenschaften erlangt hatte, begann sie, in öffentlichen Schulen in al-Muhādschirīn zu unterrichten. Ursprünglich hatte sie keine traditionelle religiöse Ausbildung erhalten. Es wird berichtet, dass sie anfangs auch nicht sehr religiös gewesen sei, sondern sich erst unter dem Einfluss ihres Onkels Abū l-Chair al-Qubaisī, der ein Gefährte des syrischen Naqschbandīya-Sufis Ahmad Kaftārū war, der Religion zuwandte und sich zu verschleiern begann. Zwischen al-Qubaisīs Familie und derjenigen Kaftārū bestanden schon länger freundschaftliche Verbindungen.
In den frühen 1950er Jahre begann Munīra al-Qubaisī selbst mit religiösen Studien bei Ahmad Kaftārū in dessen Abū-n-Nūr-Moschee. Ihre Verbindungen zu Kaftārū, der 1964 zum Großmufti aufstieg, ermöglichten ihr in den 1960er Jahren, auf dem Gelände der Moschee öffentlich zu predigen. Aufgrund dieser Predigttätigkeit durfte sie aber nicht mehr in den Schulen unterrichten. Dies führte dazu, dass sie sich von nun ständig in der Abū-n-Nūr-Moschee aufhielt und dort Unterricht von Kaftārū erhielt, der auch die Sufik einschloss. Nachdem es zu einem Streit mit anderen Schülerinnen Kaftārūs gekommen war, wechselte al-Qubaisī zur Dschamāʿat Zaid, einer Gruppe von Anhängern des Sufi-Scheichs ʿAbd al-Karīm ar-Rifāʿī (gest. 1973), die sich für ihre Studien in der Zaid-ibn Thābit-Moschee traf. Ihre Trennung von Kaftārūs Gruppe bedeutete allerdings nicht, dass sie mit Kaftārū selbst brach. Vielmehr blieb sie diesem weiter verbunden.
Außerdem kehrte sie an die Universität Damaskus zurück, besuchte dort das Scharia-Institut und erwarb einen zweiten Abschluss in Islamischem Recht. Dort studierte sie auch bei dem geistlichen Führer der syrischen Muslimbrüder Mustafā as-Sibāʿī (gest. 1964), der hier als Professor tätig war, und hatte Kontakt seinem Nachfolger ʿIsām al-ʿAttār, der den Dienst als Chatīb in der Moschee der Fakultät versah. Insgesamt soll Munīra al-Qubaisī zehn Jahre lang bei verschiedenen Scheichen von Damaskus studiert haben.

### Wirken als spirituelle Führerin
Nach dem Baath-Putsch von 1963 konzentrierte al-Qubaisī all ihre Bemühungen auf die Organisation religiöser Frauenbildung. Dafür brachte sie einen kleinen Kreis von anderen Frauen dazu, sich in bestimmten islamischen Wissensfeldern (Fiqh, Koranexegese, Hadith, Tadschwīd) zu spezialisieren und dann ihr Wissen an andere Frauen weiterzugeben. Auf diese Weise wuchs das Netz ihrer direkten und indirekten Schülerinnen innerhalb von wenig Zeit von vier auf 400 an. Viele ihrer engsten Unterstützerinnen stammten aus den Damaszener Vierteln al-Mālikī und Abū Rummāna, in denen reiche Händlerfamilien wohnen. Sie selbst zog zusammen mit einer Anzahl von „Fräuleins“ und Predigerinnen ihrer Bewegung in das Gebiet zwischen der Schaʿlān-Straße und der ar-Rauda-Straße in Damaskus. Zu ihren engsten Mitstreiterinnen gehörte auch Fā'iza Dschibrīl, die Schwester des regimetreuen Palästinenserführers Ahmad Dschibrīl. Ahmad Kaftārūs Aufgabe bestand darin, ihre Organisation vor Verfolgung der Sicherheitsdienste oder staatlicher Einmischung zu schützen.
Während der Konfrontation zwischen der Muslimbruderschaft und der syrischen Regierung Anfang der 1980er Jahre ging Munīra al-Qubaisī mit ihren Schülerinnen in den Untergrund. ِAllerdings wurde sie auf eine wichtige Lücke im syrischen Bildungswesen aufmerksam, nämlich die Existenz einer Anzahl von alten Lizenzen für heruntergekommene Privatschulen. Die Qubaisīyāt begannen über ein Netzwerk von Geschäftsleuten ihrer Ehemänner diese Lizenzen zu kaufen oder sich an ihnen zu beteiligen. So wurden Munīra al-Qubaisī und ihre Schülerinnen innerhalb von 30 Jahren Eigentümerinnen von über 200 Privatschulen, die dem staatlichen System gegenüber überlegen waren, obwohl sie Schikanen durch die Sicherheitsdienste ausgesetzt waren.
Al-Qubaisīs Netzwerk operierte lange Zeit als Geheimgesellschaft. Erst 2006 erhielt es die offizielle Erlaubnis, in Moscheen Unterricht zu geben und Treffen abzuhalten.
Wie Salāh ad-Dīn Kaftārū, der Leiter des von seinem Vater gegründeten Abū-n-Nūr-Zentrums, in al-Arabiya berichtet, konnten Munīras große Predigerinnen nun mit Erlaubnis des Ministeriums für religiöse Stiftungen in fünf Moscheen Seminare abhalten, wobei die Moscheen bei diesen Anlässen gut gefüllt waren. Außerdem baute Munīra al-Qubaisī ihre Beziehungen zu Muhammad Saʿīd Ramadān al-Būtī aus, der sie begeistert unterstützte.
Mit ihren Aktivitäten löste al-Qubaisī auch einige Kontroversen in den syrischen Medien aus. So warf ihr im März 2007 Munīr ar-Raiyis in der Zeitung al-Watan vor, eine extremistische religiöse Frauenvereinigung zu leiten und ihren Anhängerinnen per Fatwa zu verbieten, in der Nähe einer Wand zu schlafen, weil es zwischen ihnen und der Wand – das entsprechende Wort al-ḥāʾiṭ ist im Arabischen männlich – zu sexuellen Handlungen kommen könnte. Die Organisation des verstorbenen Ahmad Kaftārū reagierte darauf mit einer Erwiderung, die eine Woche später in der gleichen Zeitung veröffentlicht wurde und in der sie ar-Raiyis beschuldigte, die nationale Einheit zu schädigen. Als 2011 im Zusammenhang mit dem Arabischen Frühling Proteste gegen das Asad-Regime ausbrachten, leistete al-Qubaisī Baschar al-Assad den Treueid und übte starken Druck auf ihre Anhängerinnen aus, um sie davon abzubringen, sich den Protesten anzuschließen. Auch dies wurde stark kritisiert.
Nach Mohammad Habash hat Munīra al-Qubaisī in den Jahren nach 2004 keine direkte organisatorische Arbeit für Qubaisīyāt ausgeübt, die Verbindung mit ihren Anhängern war rein moralischer Art. Die Tatsache, dass al-Qubaisīs Tod im Dezember 2022 vom Stiftungsministerium bekanntgegeben wurde, sieht Ibrāhīm Dschabīn als Beleg für die Existenz einer Verbindung zwischen Qubaisīyāt und dem syrischen Regime, auch wenn die Gemeinschaft und die offiziellen Stellen des syrischen Regimes dies stets bestritten haben.

## Islam-Verständnis
Während Monika Sarkis Salāh ad-Dīn Kaftārū 2006 mit der Aussage zitiert, das von al-Qubaisī entwickelte Islam-Verständnis sei sufisch, hat Kaftārū 2010 in einem Interview mit al-Arabiya die Auffassung, dass es sich bei den Qubaisīyāt um eine sufische Bewegung handele, zurückgewiesen. Nach Angabe von MABDA konzentrieren sich die Frauen von al-Qubaisīs Bewegung auf das Auswendiglernen des Korans und der sechs kanonischen Hadith-Sammlungen (al-Kutub as-sitta). Der Koranexeget Muhammad Shahrūr wurde von Mona Sarkis mit den Worten zitiert, Ziel al-Qubaisīs sei die „Errichtung eines Taliban-Staates“.

## Verehrung in der Qubaisīyāt-Bewegung
Al-Qubaisī wird von ihren Anhängerinnen als Scheicha, also als weiblicher Scheich, verehrt. Da sie nie geheiratet hat, nennen sie ihre Anhängerinnen häufig einfach nur al-ānisa („das Fräulein“). Andere Ehrennamen, die für sie verwendet werden, sind aš-šaiḫa al-kubrā („Groß-Scheicha“), al-ānisa al-kubrā („Groß-Fräulein“) und al-ānisa al-umm („Mutter-Fräulein“). Wie sie sind auch die wichtigsten Anführerinnen der Qubaisīyāt unverheiratet. Gegner sagen der Bewegung nach, dass ihre Lehre auf die Wahdat al-wudschūd, die Verehrung der Schaicha und das Wetteifern im Küssen ihrer Hände und Füße gegründet sei. Nawāl Abū l-Fath, eine Anhängerin der Bewegung, soll in ihrem Buch al-Mutāḥ min al-mawālid wa-l-anāšīd al-milāḥ geschrieben haben, dass der Gehorsam gegenüber der Schaicha wichtiger sei als der Gehorsam gegenüber Vater, Ehemann oder Vormund. Da die Qubaisīyāt-Bewegung streng hierarchisch aufgebaut ist und Kontakte immer nur zu der jeweils ranghöheren Schaicha bestehen, haben die meisten Anhängerinnen der Bewegung Munīra al-Qubaisī nie gesehen. In der Öffentlichkeit hat sie ihr Gesicht immer mit einem schwarzen Tuch verhüllt. Diejenigen Frauen, die Munīra al-Qubaisī besonders nahe standen, kann man nach Mona Sarkis an der dunklen Farbe ihrer Mäntel erkennen.

## Reaktionen auf ihren Tod
Munīra al-Qubaisī starb am 26. Dezember 2022. Sie wurde im Viertel al-ʿAfīf, das sich am Fuß des Dschabal Qāsiyūn entlangstreckt, begraben. Zu der Trauerversammlung, die in Damaskus abgehalten wurden, waren nur Männer zugelassen. Frauen mussten sich auf die Beileidsbekundungen per Telefon und Sozialen Medien beschränken.
Obwohl Munīra al-Qubaisī eine Unterstützerin des Asad-Regimes war und ihm zusammen mit ihren Schülerinnen in der Umayyaden-Moschee öffentlich den Treueid geleistet hatte, trauerten bei ihrem Tod auch prominente Vertreter der syrischen Opposition um sie. Einer der bekanntesten Oppositionellen, der ihren Tod in den Sozialen Medien beklagte, war Muʿādh al-Chatīb, der frühere Präsident der Oppositionellen Syrischen Koalition, der sie als „tugendhafte Erzieherin, die Anerkennung verdient,“ pries. Auch unter den syrischen Oppositionellen in der Türkei wurde ihr Tod vielfach betrauert. Orient News, eine syrische oppositionelle syrische Nachrichten-Website mit Sitz in Dubai, kritisierte hingegen, dass al-Qubaisī Baschar al-Asad idealisiert und ihre ganzen Kräfte und die ihrer weiblichen Murīden in den Dienst seines „korrupten Regimes“ gestellt habe. Sie habe „in all den Jahren der Revolution kein Erbarmen, nicht einmal ein Wort, mit denen [gehabt], die in seinen chemischen Gasen erstickten oder unter den Trümmern starben“.
Die Führung der Qubaisīyāt-Gemeinschaft ging nach Munīras Tod auf Chairīya Dschuhā über, die aus der östlichen Ghuta stammt, zu Mitbegründerinnen der Gemeinschaft gehört und innerhalb ihrer als al-Ānisa Chair bekannt ist. Sie ist bereits über 80 Jahre alt, gilt als besonders streng und kontrollsüchtig und weniger charismatisch und ist deswegen bei den jüngeren Mitgliedern der Bewegung nicht so beliebt wie Munīra al-Qubaisī.

## Belege
1. 1 2  Wafāt “Munīra al-Qubaisī”.. Nāṣarat al-Asad wa-taǧāhalat maǧāzirahū wa-naʿathā šaḫṣīyāt bāriza fī l-muʿāraḍa In: orient-news.net, 26. Dezember 2022, abgerufen am 28. Dezember 2022 (arabisch).
2. 1 2 3  The 500 Most Influentual Muslims, 2013 edition (Memento vom 25. Juni 2014 im Internet Archive) Royal Islamic Strategic Studies Centre.
3. 1 2 3 4  Muḥammad Ḥabaš: Laisa li-n-našr – al-Qubaisīyāt al-milaff al-maǧhūl al-Hudhud 11. Juni 2014.
4. 1 2 3 4 5 6  Ibrāhīm Ḥamīdī: al-Ānisāt al-Qubaisīyāt yubāširna fī Sūriyā inḫirāṭ an-nisāʾ fī d-daʿwa al-Islāmīya bi-muwāfaqat as-suluṭāt (Memento vom 17. Mai 2006 im Internet Archive) in al-Ḥayāt 3. Mai 2006. Englische Übersetzung von Joshua Landis unter dem Titel The Qubaysi Women's Islamic Movement
5. 1 2  Muḥammad Ḫair Mūsā: Man hiya ḫalīfat al-ānisa Munīra fī riʾāsat “al-Qubaisīyāt”? Wa-mā hiya abraz at-taḥaddīyāt? Arabi 21.com 28. Dezember 2022.
6. 1 2  Porträt Munīra al-Qubaisī in The Muslim 500, Ausgabe 2023.
7. 1 2 3 4  Hišām ʿUlaiwān: ad-Dāʿiya Munīra Qubaisī… al-akṯar taʾṯīran fī Sūriyā. Asasmedia.com 29. Dezember 2022.
8. 1 2 3 4 5  Islam: "The Qubaysīyyāt". 2012, S. 165.
9. ↑  Omar: “Al-Qubaysiyyāt: Negotiating Female Religious Authority in Damascus”. 2013, S. 349.
10. ↑  Islam: "The Qubaysīyyāt". 2012, S. 167.
11. ↑  Islam: "The Qubaysīyyāt". 2012, S. 166f.
12. 1 2 3  Ḥaiyān Nuyūf: Aš-šaiḫ Kaftārū yataḥaddaṯ ʿan ḫafāyā ʿālam al-Qubaisīyāt fī Sūriyā (Memento vom 28. März 2013 im Internet Archive) alarabiya.net 10. Mai 2007.
13. 1 2  Ibrāhīm Ǧabīn: Munīra al-Qubaisī muʾassisat al-ǧamāʿa an-niswīya ad-dīnīya al-muṯīra li-l-ǧadal in al-Arab 27. Dezember 2022.
14. ↑  Rhonda Roummani: Enquête sur les Qubeissiat de Damas - L’islamisme au féminin in Courrier international 14. Oktober 2009.
15. ↑  Ġaḍab min maqāl nasab li-dāʿiya Sūrīya fatwā tamnaʿ naum al-marʾa qurba ḥāʾiṭ Alarabiya.net 22. März 2007.
16. ↑  Por Alison Bowen: Syrian Conflict Pressures Female Islamist Movement in Women's eNews 16. April 2013.
17. 1 2  Mona Sarkis: Zornig, aber zahm? Religiöse Frauengemeinschaften in Syrien in Qantara.de 4. Oktober 2006.
18. ↑  Mona Sarkis: Die Schwestern der Scheicha in taz.de vom 5. Januar 2007.
19. ↑  Raḥīl Munīra al-Qubaisī auwal muʾassisa li-tanẓīm daʿawī niswī fī Sūriyā Aš-Šarq al-ausaṭ 26. Dezember 2022.

| Personendaten    | Personendaten                              |
| ---------------- | ------------------------------------------ |
| NAME             | Qubaisī, Munīra al-                        |
| ALTERNATIVNAMEN  | القبيسي, منيرة (arabisch)                  |
| KURZBESCHREIBUNG | syrische Gründerin der Qubaisiyat-Bewegung |
| GEBURTSDATUM     | 1933                                       |
| GEBURTSORT       | Damaskus                                   |
| STERBEDATUM      | 26. Dezember 2022                          |
| STERBEORT        | Damaskus                                   |